# Bobby Portis
Bobby Portis Jr. (Little Rock, Arkansas; 10 de febrero de 1995) es un jugador de baloncesto estadounidense que pertenece a la plantilla de los Milwaukee Bucks de la NBA. Con 2,08 metros de estatura, juega en la posición de ala-pívot.

## Trayectoria deportiva

### Universidad

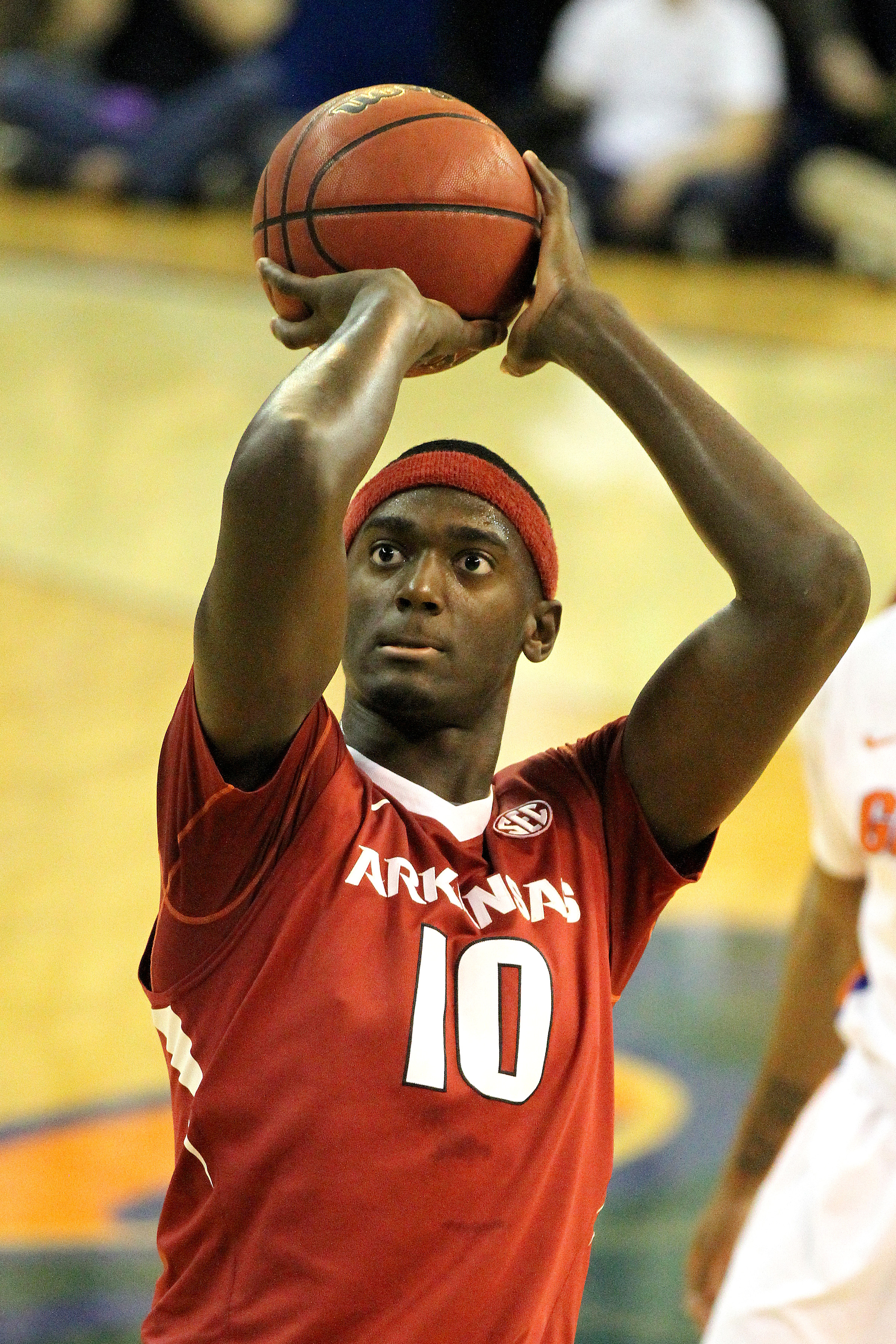
Portis con Arkansas en 2015.

Portis jugó dos temporadas de baloncesto universitario con los Razorbacks de la Universidad de Arkansas. Tras su segunda temporada decidió presentarse al draft de 2015.

#### Estadísticas
| Año     | Equipo   | PJ | PT | MPP  | %TC  | %3P  | %TL  | RPP | APP | ROB | TPP | PPP  |
| ------- | -------- | -- | -- | ---- | ---- | ---- | ---- | --- | --- | --- | --- | ---- |
| 2013–14 | Arkansas | 34 | 34 | 27.0 | .509 | .273 | .737 | 6.8 | 1.5 | 1.0 | 1.6 | 12.3 |
| 2014–15 | Arkansas | 36 | 36 | 29.9 | .536 | .467 | .737 | 8.9 | 1.2 | 1.1 | 1.4 | 17.5 |
| Total   | Total    | 70 | 70 | 28.5 | .526 | .365 | .737 | 7.9 | 1.3 | 1.1 | 1.5 | 15.0 |

### Profesional
El 25 de junio de 2015, fue seleccionado en la posición número 22 del Draft de la NBA de 2015 por los Chicago Bulls.
Al comienzo de su tercera temporada en Chicago, el 17 de octubre de 2017, tuvo un altercado durante un entrenamiento con su compañero de equipo Nikola Mirotić, a quien golpeó con un puñetazo en el rostro, causándole una fractura en la mandíbula y una conmoción cerebral. Al día siguiente, los Chicago Bulls le suspendieron durante 8 partidos, mientras que el Comisionado de la NBA no sancionó al jugador.
Durante su cuarta temporada en los Bulls, el 6 de febrero de 2019, es traspasado a los Washington Wizards junto a su compañero Jabari Parker, a cambio de Otto Porter Jr..
El 30 de junio de 2019 firmó un contrato con los New York Knicks de 31 millones de dólares durante dos años.
Después de un año en los Knicks, el 21 de noviembre de 2020 ficha por los Milwaukee Bucks.
El 20 de julio de 2021 consiguió, con los Bucks, su primer anillo de campeón tras vencer a los Phoenix Suns en las Finales de la NBA.
El 1 de julio de 2022 acuerda una extensión de contrato con los Bucks por 4 años y 49 millones de dólares.
El 20 de febrero de 2025 recibe una suspensión de 25 encuentros por violar la política antidroga de la NBA.

### Selección nacional
Durante agosto y septiembre de 2023 fue integrante de la selección de Estados Unidos que participó en el Mundial de 2023 celebrado en Asia, y que finalizó en cuarto lugar, tras perder la final de consolación ante Canadá.

## Estadísticas de su carrera en la NBA
|  | Denota temporada en la que ganó un Campeonato de la NBA |

### Temporada regular
| Año     | Equipo     | PJ  | PT  | MPP  | %TC  | %3P  | %TL  | RPP | APP | ROB | TPP | PPP  |
| ------- | ---------- | --- | --- | ---- | ---- | ---- | ---- | --- | --- | --- | --- | ---- |
| 2015-16 | Chicago    | 62  | 4   | 17.8 | .427 | .308 | .727 | 5.4 | .8  | .4  | .4  | 7.0  |
| 2016-17 | Chicago    | 64  | 13  | 15.6 | .488 | .333 | .661 | 4.6 | .5  | .3  | .2  | 6.8  |
| 2017-18 | Chicago    | 73  | 4   | 22.5 | .471 | .359 | .769 | 6.8 | 1.7 | .7  | .3  | 13.2 |
| 2018-19 | Chicago    | 22  | 6   | 24.1 | .450 | .375 | .780 | 7.3 | 1.3 | .5  | .4  | 14.1 |
| 2018-19 | Washington | 28  | 22  | 27.4 | .440 | .403 | .809 | 8.6 | 1.5 | .9  | .4  | 14.3 |
| 2019-20 | New York   | 66  | 5   | 21.1 | .450 | .358 | .763 | 5.1 | 1.5 | .5  | .3  | 10.1 |
| 2020-21 | Milwaukee  | 66  | 7   | 20.8 | .523 | .471 | .740 | 7.1 | 1.1 | .8  | .4  | 11.4 |
| 2021-22 | Milwaukee  | 72  | 59  | 28.2 | .479 | .393 | .752 | 9.1 | 1.2 | .7  | .7  | 14.6 |
| 2022-23 | Milwaukee  | 70  | 22  | 26.0 | .496 | .370 | .768 | 9.6 | 1.5 | .4  | .2  | 14.1 |
| 2023-24 | Milwaukee  | 82  | 4   | 24.5 | .508 | .407 | .790 | 7.3 | 1.3 | .8  | .4  | 13.8 |
| 2024-25 | Milwaukee  | 49  | 7   | 25.4 | .466 | .365 | .836 | 8.4 | 2.1 | .7  | .5  | 13.9 |
| Total   | Total      | 654 | 153 | 22.8 | .478 | .383 | .765 | 7.2 | 1.3 | .6  | .4  | 12.0 |

### Playoffs
| Año   | Equipo    | PJ | PT | MPP  | %TC  | %3P  | %TL   | RPP  | APP | ROB | TPP | PPP  |
| ----- | --------- | -- | -- | ---- | ---- | ---- | ----- | ---- | --- | --- | --- | ---- |
| 2017  | Chicago   | 6  | 0  | 20.1 | .515 | .462 | —     | 6.0  | 1.2 | .5  | .5  | 6.7  |
| 2021  | Milwaukee | 20 | 2  | 18.3 | .464 | .346 | .720  | 5.0  | .6  | .7  | .4  | 8.8  |
| 2022  | Milwaukee | 12 | 5  | 24.8 | .417 | .298 | .773  | 10.0 | .8  | .4  | .3  | 10.6 |
| 2023  | Milwaukee | 5  | 2  | 21.5 | .488 | .278 | 1.000 | 8.2  | 1.2 | .6  | .4  | 9.6  |
| 2024  | Milwaukee | 6  | 6  | 31.1 | .484 | .250 | .615  | 11.3 | 1.0 | .5  | .2  | 16.5 |
| 2025  | Milwaukee | 5  | 1  | 31.6 | .441 | .357 | .000  | 8.2  | 1.4 | .4  | .4  | 14.0 |
| Total | Total     | 54 | 16 | 22.9 | .459 | .329 | .719  | 7.5  | .9  | .6  | .3  | 10.4 |